# Pierre af Castelnau
Pierre de Castelnau (ca. 1170 – 15. januar 1208 i bispedømmet Montpellier i Frankrig) var en fransk gejstlig fra cistercienserordenen.
I 1199, da han var erkediakon i Maguelonne, blev han udnævnt til pavelig legat for at bekæmpe kætteriet i Languedoc af pave Innocent III.
I 1202, da han var munk i cistercienserabbediet i Fontfroide nær Narbonne, blev han udpeget til samme opgave, først i Toulouse, og derefter i Viviers og Montpellier.
I 1207 var han i Rhonedalen og Provence, hvor han havnede i en strid mellem greven af Baux og grev Raymond VI de Toulouse. Den sidstnævnte lod ham myrde den 15. januar 1208. Samme år blev han saligkåret af pave Innocent III.
Hans død er portrætteret i Elizabeth Chadwicks historisk roman "Daughters of the Grail".
Pierre de Castelnaus relikvier er begravet i kirken i det gamle kloster St-Gilles.